# CAR Development Trophy
Il CAR Development Trophy (sono al 2008 Castel Beer Trophy) è un torneo di rugby XV riservato a Nazionali africane; organizzato dalla confederazione rugbystica africana.
Il torneo è riservato alle squadre di secondo-terzo livello del rugby africano ed è attualmente divisa in due aree (Nord e Sud).
Nel 2007, non è stata disputata la finale tra le vincenti delle due zone e quindi sono considerate campioni la Nigeria per il nord e il Botswana per il sud. Tali due Nazionali sono anche state ammesse alla zona africana delle qualificazioni per la Coppa del Mondo 2011.
Dal 2009, con l'istituzione del CAR Trophy è diventato il torneo di terzo livello dopo la Coppa d'Africa e il nuovo torneo.

## Albo d'oro
| Anno | Campione  | Zona Nord    | Zona Centro | Zona Sud    |
| ---- | --------- | ------------ | ----------- | ----------- |
| 2004 | Botswana  | Mali Nigeria | -           | Botswana    |
| 2005 | Mauritius | Burkina Faso | -           | Mauritius   |
| 2006 | Tanzania  | Niger        | -           | Tanzania    |
| 2007 | -         | Nigeria      | -           | Botswana    |
| 2008 | -         | Niger        | Ruanda      | La Riunione |
| 2009 | -         | Niger        | Ruanda      | -           |
| 2010 | -         | Algeria      | Ruanda      | -           |